# 정신건강
정신건강(精神健康)은 정신 면에서의 건강을 의미한다. 세계보건기구에 의한 정신건강의 정의는 정신 장애뿐만 아니라 자신의 잠재력을 실현하고 공동체에 유익하도록 기여할 수 있는 것이라고 되어있다. 정신건강은 기본적인 인권이며, 그것을 최대한 향유하는 목적에서 정신보건법이 제정되었다. 법에서는 정신 장애를 가진 사람의 인권을 배려하고 치료 또는 예방하고 사회 공동체로 회복하고 정신 건강을 유지, 증진해 나가도록 선언하고 있다.
정신 장애는 생산성 저하를 일으키는 큰 사회적 문제이며, 성인 인구의 10%, 취업 연령 인구의 15%가 앓고 있다. OECD는 정신 건강과 관련된 직간접적인 비용은 GDP의 4% 이상으로 추정하고 있지만, 아직도 많은 나라의 의료 제도에 중점이 낮은 상황이며, 정신 의료 서비스의 성과와 질을 정확하게 파악할 수 있지 않다고 말하고 있다.

## 개요
세계보건기구 (WHO)에 따라 장애 조정 생활년 (DALY) 중 정신 질환이 차지하는 비중이 큰 것으로 보고 된 이래 대책의 필요성이 크게 제기되게 되었다. 정신 건강은 상당한 고통과 삶의 기능에 장애를 초래 단계가 된 경우 정신 장애라고 진단될 수 있다. 각국은 정신과 의사와 임상 심리사, 정신 보건 복지사 등 정신건강 전문가 (Mental health professional)를 육성하는 구조를 가지고 있다. 예를 들어, 세계 보건 기구에 의한 인권에 기인한 정신 건강 치료에 대한 정신건강 케어 법 10 원칙 즉, 정신보건 복지법은 기본적인 인권으로 정신건강의 증진이 있고 이를 위한 치료도 인권을 배려해야 한다는 원칙을 정리한 것이다.
세계보건기구의 질병과 관련된 보건 문제의 국제 통계 분류 제10판 (IDC-10)으로 정의되는 범위는 정신 및 행동 장애 (Mental and behavioural disorders)이며, 거기에는 알츠하이머형 치매와 같은 인지 기능의 문제에서 중독과 같은 약물 관련 장애 또는 정신 분열증이나 우울증과 같은 정신 장애까지를 포함한다.
즉, 영적 건강을 유지하고 약물 중독과 같은 부적절한 유해한 스트레스 대처법에 빠지지 않고, 인지 능력을 유지해가는 것은 복지 영역에서 관심 대상이다.

## 같이 보기
- 이상심리학
- 사회 낙인
- 세계 정신건강의 날
- 웰빙

1. ↑  “Health and Well-Being” (영어). 2024년 4월 10일에 확인함.
2. ↑  법제처. “정신보건법 < 법제 < 지식창고”. 2024년 4월 10일에 확인함.
3. ↑  Edmonds, David Matthew; Zayts-Spence, Olga; Fortune, Zoë; Chan, Angus; Chou, Jason Shang Guan (2024년 3월 1일). “A scoping review to map the research on the mental health of students and graduates during their university-to-work transitions”. 《BMJ Open》 (영어) 14 (3): e076729. doi:10.1136/bmjopen-2023-076729. ISSN 2044-6055. PMID 38443080.
4. ↑  “Mental health” (영어). 2024년 4월 10일에 확인함.
5. ↑  “ICD-10, International Statistical Classification of Diseases and Related Health Statistical Classification of Diseases and Related Health Problems. Tabular List, 2022” (미국 영어). 2022년 3월 17일. 2024년 4월 10일에 확인함.